# Fallas de Alboraya
Las Fallas de Alboraya (en valenciano Falles d’Alboraia), son unas fiestas dedicadas a San José, por lo que también son conocidas como Fiestas Josefinas o Fiestas de San José, que se celebran en dicha localidad durante el mes de marzo, al mismo tiempo que las Fallas de Valencia. La Semana Fallera, semana en la que se realizan los principales actos, comienza con la plantà de los monumentos falleros el 15 de marzo, y termina con la cremà de los mismos la noche del día de San José, el 19 de marzo.

## Organización
En el caso de Alboraya, la fiesta de las Fallas está organizada por la Junta Local Fallera de Alboraya, creada en el año 2006, que agrupa a todas las comisiones falleras de la localidad. La Junta Local Fallera organiza los siguientes actos:
- La Crida
- Exposición del Ninot
- La Gala Fallera
- La Cabalgata Fallera
- La entrega de premios a los monumentos.
- La Ofrenda de flores a la Virgen de los Desamparados
- Misa a San José

Estos actos se complementan con los actos y actividades organizados por cada falla por separado en sus respectivos barrios o en el interior de sus casales falleros, destacando los actos centrales de las Fiestas Josefinas: la Plantà de sus monumentos y finalmente la Cremà de los mismos.
Además, la Junta Local Fallera de Alboraya otorga los siguientes premios disputados cada año entre todas las comisiones falleras:
- Premio al Cartel anunciador.
- Premio al Ninot indultat de la exposición del Ninot: Grande e Infantil.
- Premio al Monumento: Grande e Infantil. Además del primer premio a los monumentos grande e infantil, también se otorgan el segundo y tercer premio, así como cinco accésits para el resto de monumentos infantiles.

Por otro lado, Junta Local también otorga galardones por colaborar en la fiesta de las Fallas, tanto personales como colectivos, a las comisiones.
Por un lado, para las comisiones, tanto infantiles como mayores otorga los siguientes galardones:
- La Flama de Plata Colectiva
- La Flama de Oro Colectiva
- La Flama de Brillantes Colectiva
- La Flama de Honor colectiva

Por otro lado, para los falleros otorga los siguientes:
- Comisión Infantil: Fartonet d’argent, Fartonet d’or.
- Comisión Mayor: Flama d’argent, Flama d’or, Flama de Honor. Esta última se concede anualmente con el fin de premiar a aquellas personas que han trabajado por el mayor esplendor de las Fallas de Alboraya. Se hace entrega en el acto de la Gala Fallera.[2]

## Semana Fallera
La Semana Fallera es el período comprendido entre los días 15 y 19 de marzo. Sin embargo, la fiesta de las fallas comienza oficialmente desde el acto de la Crida, que se realiza normalmente el último fin de semana de febrero. Con anterioridad a esta fecha también se realizan algunos actos falleros, como las exaltaciones.
Entre los meses de enero y febrero todas las comisiones falleras realizan la presentación de sus Falleras Mayores, Presidentes y Cortes de honor.
Más adelante, unas dos semanas antes de la Semana Fallera, tiene lugar la Crida. Se trata del pregón de la fiesta, que da el pistoletazo de salida de las Fallas. Este mismo día se inaugura la Exposición del Ninot en la Casa del Conde Zanoguera. A partir de esta fecha las comisiones hacen diversas actividades en sus casales.
Por estas mismas fechas, en las semanas próximas al Carnaval, se realiza la tradicional Cabalgata Fallera, en la que los falleros de todas las comisiones se disfrazan y se realiza una cabalgata con carrozas y música. En los días cercanos al 15 de marzo también se realiza una Macrodespertà conjunta y el acto de la Gala Fallera, en la que se otorgan los premios a los ninots indultats.
El 15 de marzo comienza la Semana Fallera con la tradicional plantà. Cada falla planta su monumento, las calles se llenan de falleros y de actos y actividades sin interrupción hasta el día 19.
El 16 de marzo por la mañana el jurado visita los monumentos de todas las fallas y por la tarde se realiza la entrega de premios a cada monumento en la Plaza del Carmen.
Cada comisión continúa con sus actividades, como juegos infantiles, despertás, comidas, cenas, verbenas o espectáculos, durante el día 17 de marzo, hasta que el día 18 se realiza la Ofrenda de flores a la Virgen de los Desamparados en la Plaza del Carmen, a la que acuden todos los falleros y falleras a llevar flores a la patrona de Valencia.
El día grande de las fiestas llega el 19 de marzo, San José, que comienza con una misa en su honor en la Iglesia de la Asunción de Nuestra Señora. Tras un día repleto de actividades, llega la noche más mágica, la noche de la Cremà, en la que los monumentos que han estado cinco días plantados en las calles de Alboraya se queman, mientras se tiran castillos de fuegos artificiales y suena música, tradicionalmente el himno de la Comunidad Valenciana y “El fallero”, considerado como el himno de las Fallas.

## Comisiones falleras
La Junta Local Fallera está integrada por las siguientes 8 comisiones, todas con comisión infantil y adulta:

### Falla El Palmaret
Fundada en el año 1980, cuando El Palmaret era un barrio pequeño, de gente joven que venía de Valencia capital con ganas de integrarse en Alboraya. La primera reunión tuvo lugar en el bar Jiménez, se creó la primera junta directiva y se eligieron el primer Presidente y las primeras Falleras Mayores. La familia Caragol ofreció un pequeño local a modo de casal fallero. La falla se empadronó en la Junta Central Fallera de Valencia y comenzó a realizar sus primeros actos falleros en esos primeros años, destacando la Ofrenda que realizaba la falla en el Colegio Marianistas. Más adelante, se crearon más Fallas en Alboraya y se realizaron los primeros actos conjuntos. A partir de 1990, el barrio empieza a crecer y la Falla El Palmaret se integra en la Agrupación de Fallas Mestalla-Benimaclet, con la que realizó multitud de actos, hasta que en el año 2000, en su 20 aniversario, dejaron de pertenecer a la agrupación. En el año 2020 cumplió su 40 aniversario. Como el resto de fallas, organiza más actos a lo largo de todo el año aparte de las fallas, destacando Festivales de Danza, recaudando para la Asociación Contra el Cáncer de Alboraya.

### Falla Calvet
Fundada en el año 1990, y llamada así en referencia a una de las partidas rurales de Alboraya, la partida de Calvet. Hasta 1995 eran los propios falleros los encargados de hacer y montar la falla, a partir de entonces se encarga un artista fallero. En sus inicios, plantaron sus monumentos entre las calles Calle Valencia y Pintor Sorolla, posteriormente establecieron su casal en la calle Coret i Peris, pero la ubicación de sus monumentos ha cambiado en diversas ocasiones, aunque siempre en calles cercanas. Actualmente los plantan en la calle de su casal, en el entorno del Barrio San José Obrero. En 2010 celebró su 20 aniversario y en 2020 el 30. A lo largo del año la falla Calvet organiza varias fiestas, entre las cuales hay que destacar la Fiesta de San Juan. Además, organizan excursiones para los miembros de la comisión.

### Falla Miracle, Nou i Cabanyal
Fue la primera falla creada en Alboraya, fundada en 1967 cuando los niños de estas tres calles se unieron para crear una falla. En los siguientes años fueron apuntándose muchos más niños de la zona y pudieron conseguir una carpa y su casal actual en la calle Cabanyal. Fue una falla únicamente infantil, conocida como “la falleta”, hasta que en el año 2010 se creó la comisión mayor. En 2017 se celebró el 50 aniversario de la falla infantil.

### Falla del Poble d’Alboraia
Fundada en 1974, cuando un grupo de amigos se reunieron en el bar Geype de la calle Molí para formar una comisión fallera en Alboraya. El 17 de octubre se realizó la primera Junta Directiva en el Teatro de la Pasión. Al tratarse de la primera falla de adultos de la localidad, se decidió el nombre de Falla del poble d’Alboraia. En 1980 se fundó la Peña “El Cohet” y le dio a la Falla la imagen de la Virgen de los Desamparados. Durante los primeros años, la falla ya contaba con gran número de miembros participativos llegando a tener más de 300 falleros empadronados. En sus inicios la falla plantaba sus monumentos en la Plaza de la Constitución, por lo que en 1991 decidieron trasladar el casal a la calle Cervantes. Más tarde se cambió el emplazamiento tradicional de sus monumentos a la calle donde estaba el casal, que es la calle adyacente a la plaza. Las fallas del año 2018 supusieron un importante cambio para la falla, ya que este mismo año se cambió el casal a uno bastante más grande ubicado en la calle Benaguasil, y los monumentos también se trasladaron a esta nueva ubicación. En 2024 se cumplen 50 años desde la creación de la falla en 1974.

### Falla Port Saplaya
Creada en el año 1993 en el barrio marítimo de Alboraya para acercar las fiestas josefinas a esta zona de la localidad. Su casal fallero se ubicó en un primer momento en la Plaza Mayor de Port Saplaya, hasta el año 1998 que se trasladó a la Plaza de la Señoría. Sin embargo, en el año 2010 se abrió el Centro Cívico Port Saplaya en el local que usaba la falla como casal, por lo que tuvo que volver a cambiar, aunque esta vez el nuevo local estaba en la misma plaza que el anterior. Un dato característico de esta comisión es que, al tratarse Port Saplaya de un barrio costero y turístico habitado por gente de muchos lugares diferentes, una parte importante de los miembros de la falla son de fuera de la Comunidad Valenciana, e incluso de otros países. Debido a esto, la falla Port Saplaya se considera una falla multicultural, y ha incluido el folclore de otros lugares de España en algunos de sus actos, como el uso de trajes regionales de Madrid, Asturias, La Rioja, Andalucía o Extremadura, e incluso han trasladado la fiesta fallera hasta Maliaño (Cantabria), donde se quemó una falla y se realizó el resto de actividades propias de estas fiestas. A la celebración acudió la casa regional de Valencia en Cantabria.

### Falla Rei en Jaume
Plantó su primera falla en el año 1979, cuando varias mujeres fueron subiendo escalera por escalera apuntando a los niños del barrio. La realización de esta primera falla fue posible por diversas personas del barrio que participaron. El año siguiente, nació la “Penya del Foc”, un grupo de padres de falleros que ayudaban en las tareas de la comida y de la pólvora. El año 1984, Daniel Dolz hizo una imagen de la Virgen María que deja cada año a la falla para celebrar la ofrenda que realiza en el barrio. Inicialmente fue una falla solamente infantil, pero a los pocos años se formó una comisión juvenil formada por aquellos primeros niños que fueron creciendo, creándose en el año 1999 el cargo de Presidente de la Comisión Juvenil. Más adelante, en el año 2008 se creó la comisión mayor. En 2019 la Comisión Infantil celebró sus 40 años.

### Falla Platja Patacona-Camí de Vera
Esta falla nació un 8 de mayo de 2008, en un barrio nuevo de Alboraya que todavía no tenía ninguna falla. El espíritu de la tradición y las ganas de hacer fiesta impulsaron a un grupo de amigos a formar esta comisión. La falla planta sus monumentos al lado del Paseo Marítimo, apovechando la situación privilegiada de La Patacona, siendo la única falla de Alboraya que se planta frente al mar.

### Falla la Nova d’Alboraia
Recibe su nombre debido a que es la falla de Alboraya de más reciente creación. En el año 2018 se fundó y se integró e la Junta Local Fallera de Alboraya. Durante sus primeros años de existencia, la falla es realizada por los miembros de la comisión. Sin embargo, cuentan con un grupo numeroso de falleras y falleros de todas las edades. Plantan sus monumentos en el Paseo de Aragón, cerca de la ubicación del Pont del Moro.

## Elementos de la fiesta
- Artistas falleros: profesionales que se encargan del diseño y elaboración de los monumentos falleros. Se agrupan en el Gremio Artesano de Artistas Falleros.[11]
- Comisiones Falleras: asociaciones que organizan la celebración de las fallas y la creación de los monumentos falleros. Cada comisión fallera puede elaborar dos fallas, una grande y otra infantil.
- Fallas: son los monumentos característicos de la fiesta. Son plantados por sus respectivas comisiones el día 15 de marzo (aunque se pueden comenzar a plantar anteriormente) y se queman la noche del 19 de marzo.
- Indumentaria tradicional: la indumentaria utilizada en las fallas proviene de los trajes tradicionalmente usados en la Huerta de Valencia. Por un lado, la indumentaria masculina incluye el traje de torrentí, el traje de saragüell o el traje formado por pantalón a rayas, camisa, chaleco y faja. Por otro lado, la indumentaria femenina incluye el traje de gala de labradora valenciana, el traje de huertana o el traje del siglo XVIII.
- Música: la música tradicional de las fallas incluye pasodobles, siendo los más conocidos “Paquito el chocolatero”, "Amparito Roca”, “Valencia” y “El fallero”; música tradicional tocada con dulzaina y tamboril o jotas.